# Watanabe E9W
Watanabe E9W (Малый разведывательный гидросамолёт Тип 96) — гидросамолёт Императорского флота Японии периода Второй мировой войны, предназначался для базирования и применения с подводных лодок. Всего вместе с прототипами было построено 35 машин.

## История создания
Крупные подводные лодки типа I-7 строительство которых было начато в начале 1934 года,  имели возможность нести на борту двухместный разведывательный гидросамолёт. Был объявлен конкурс и составлено техническое задание на проектирование такого самолёта. В конкурсе приняли участие несколько фирм, но неожиданно победил проект малоизвестной фирмы Watanabe. Работа над реализацией проекта началась в марте 1934 года в условиях чрезвычайной секретности. Уже в сентябре первый из четырех прототипов был готов. Он был предназначен только для испытания на прочность и отработки схемы конструкции. Следующий прототип, предназначенный для лётных испытаний, был готов в феврале 1935 года. Лётные испытания проходили на борту подводных лодок I-5 и I-6, на которых ранее размещались гидросамолёты Yokosuka E6Y. Сначала самолёт отличался неудовлетворительной продольной устойчивостью, задирая нос, но с увеличением площади и высоты киля эта проблема была решена. В 1936 году самолет был принят на вооружение под названием Малый разведывательный гидросамолет Тип 96 Модель 1 (или E9W1).
Производство самолётов шло медленно главным образом из-за задержки с подводными лодками, а также с отсутствием подготовленного технического персонала для обслуживания этих самолётов. Тем не менее, в 1937 году первые E9W начали поступать на вооружение японских лодок. Всего до 1940 года было изготовлено 32 серийных самолета (вместе с прототипами составляло 35 машин), после чего их стали заменять более современные Yokosuka E14Y.

## Эксплуатация
Первые самолёты E9W поступили на вооружение подводных лодок I-7 и I-8.
Они принимали активное участие в японско-китайской войне, выполняя разведку китайского побережья в районах действия японского флота. Они использовались для наведения подводных лодок для перехвата судов, шедших на прорыв морской блокады Китая. Поскольку с осени 1937 года активность китайских истребителей над морем резко уменьшилась, E9W потерь не понесли.
После 1939 года E9W считались устаревшими, и их постепенно стали выводить в части второй линии. Но по состоянию на 1942 год в авиации флота ещё оставалось 14 самолётов E9W, размещённых на подводных лодках I-7, I-8, I-10, I-15, I-17, I-19, I-21, I-23, I-25 и I-26.
16 декабря 1941 года разведчик E9W использовался для оценки эффективности налёта на Пёрл-Харбор. Разведчик стартовал с подводной лодки I-7, находившейся за 26 миль на запад от Кайлуа. Несмотря на наличие у американцев боеспособных самолётов, разведчик без проблем выполнил свою задачу. Наблюдатель передал, что видит четыре линкора, из них три повреждены, один авианосец, пять крейсеров, и 30 других кораблей. Хотя погони за самолётом не было, лётчики, не желая рисковать экипажем покинули самолёт и добрались до подводной лодки вплавь. Оставленный E9W пришлось затопить, после чего I-7 погрузилась и покинула опасный район.
Поскольку боевые действия на Тихом и Индийском океанах обстояли для японцев удачно, командование флота решило провести разведку западного побережья Индии и Цейлона. Поскольку эта задача для палубной авиации была на грани досягаемости, было решено вновь привлечь I-7. Но 31 марта 1942 года подводная лодка был замечена английским гидросамолётом Catalina, который сбросил две бомбы. И хотя бомбы не попали в цель, но элемент внезапности был утрачен, тем более, что вскоре появились патрульные корабли. Выпускать в этой ситуации разведывательный самолёт было бы самоубийством.
После этого самолёты E9W в боевых действиях участия не принимали. В течение 1942 года они были заменены на более современные E14Y, но использовались как учебные до конца войны.
Шесть самолётов E9W были переданы Таиланду для использования с палубы двух небольших эскортных кораблей. Однако размеры этих кораблей оказались недостаточными для использования E9W с палубы и машины перевели на береговые базы. Они пережили войну и были списаны в 1946 году.
Американцы узнали о E9W только перед началом войны и присвоили ему кодовое название "Слим" (англ. Slim).

## Конструкция
Самолёт представлял собой биплан с двумя поплавками, оснащенный радиальным двигателем Hitachi Tempu II мощностью 300 л.с., который вращал двухлопастный деревянный винт постоянного шага. Конструкция была сконструирована таким образом, чтобы самолёт можно было легко собирать и разбирать прямо на палубе подводной лодки, которая находилась в движении.

### Технические характеристики
- Экипаж: 2
- Длина: 7,64 м
- Размах крыла: 9,98 м
- Высота: 3,30 м
- Площадь крыла: 24,60 м²
- Профиль крыла:
- Масса пустого: 847 кг
- Масса снаряженного:
- Нормальная взлетная масса: 1 210 кг
- Максимальная взлетная масса:
- Двигатель Hitachi 6K2 Tempu II
- Мощность: 1x 340 л.с.[1]

### Лётные характеристики
- Максимальная скорость: 232 км/ч
  - у земли:
  - на высоте м:
- Крейсерская скорость: 148 км/ч
- Практическая дальность: 730 км
- Практический потолок: 6 750 м
- Скороподъёмность: м/с
- Нагрузка на крыло: кг/м²[1]

## Эксплуатанты
Япония
- ВВС Императорского флота Японии

 Таиланд
- *  Королевские ВМС Таиланда